# Sad Boy
«Sad Boy» (en español: «Chico triste») es una canción del DJ y productor neerlandés R3hab y del DJ y productor británico Jonas Blue, con la colaboración de la cantante estadounidense Ava Max y la cantante y actriz estadounidense Kylie Cantrall. Fue lanzado el 10 de septiembre de 2021 a través de Artist Partner Group. Es el segundo sencillo del próximo tercer álbum de R3hab y el sencillo debut de Kylie Cantrall.

## Antecedentes y lanzamiento
El 31 de agosto de 2021, Blue había subido en su cuenta de TikTok un adelanto de la canción, el cual se reproducía mientras él la editaba. Más tarde, Cantrall subió en su cuenta de TikTok un video de ella cantando la letra faltante que no aparecía en el video de Blue. Además, mencionó a los que estaban involucrados en la canción. El 2 de septiembre de 2021, R3hab, Blue y Cantrall habían dado a conocer en sus redes sociales el nombre de la canción junto con la portada, la fecha de lanzamiento y el enlace para guardar previamente la canción en servicios de streaming. Sin embargo, Max no había hecho una publicación oficial en sus redes sociales sobre la canción hasta el 8 de septiembre de 2021. El audio oficial de TikTok para «Sad Boy» se lanzó el 3 de septiembre de 2021[cita requerida] y la canción completa se lanzó oficialmente el 10 de septiembre de 2021 para descarga digital y streaming. Es el segundo sencillo del próximo tercer álbum de R3hab y es considerado como el sencillo debut de Cantrall.

## Composición
«Sad Boy» es una canción de dance pop, que abre «con instrumentales rítmicos» y «evoluciona con líneas de bajo dinámicas y onduladas y melodías eufónicas». Max menciona que la letra trata sobre «estar enamorado de esa persona oscura y misteriosa que la gente podría no esperar».

## Recepción crítica
Nicole Pepe de We Rave You menciona que «Sad Boy» muestra «perfectamente el arte de producción» de R3hab y Blue y que Max «agrega un toque sensual y emotivo a las letras». Además, menciona que Cantrall «es el complemento perfecto en su debut como artista después de Disney». Malvika Padin de Earmilk elogia a la canción mencionando que «logra un equilibrio intrincado entre ser una pista de baile divertida y una exploración emotiva de estar enamorado de alguien».

## Video musical
El 7 de septiembre de 2021, R3hab mencionó a través de un tuit que habría un videoclip pero que no saldría el mismo día que el lanzamiento de la canción. El 10 de septiembre de 2021, se lanzaron junto con la canción dos visualizadores y un video lírico. El 19 de octubre de 2021, Blue subió un adelanto del videoclip en su cuenta de Twitter, revelando que sería un video animado. El videoclip se lanzó el 20 de octubre de 2021 y fue dirigido por Noah Sterling. El estudio encargado de la animación fue Lucy Animation Studio.

## Créditos y personal
Créditos adaptados de Tidal.
- Fadil El Ghoul – composición, producción, mezcla
- Guy James Robin – composición, producción
- Amanda Ava Koci – voz, composición
- Kylie Cantrall – voz
- Amber Van Day – composición
- Antonina Armato – composición
- Chris Gehringer – masterización de audio
- Hight – composición, producción
- Jack Hawitt – composición
- Y3llo Koala – composición, producción

## Posicionamiento en listas
| Listas (2021)                                         | Mejor posición |
| ----------------------------------------------------- | -------------- |
| CEI (Tophit)                                          | 305            |
| Croacia (HRT)                                         | 67             |
| Estados Unidos (Billboard Hot Dance/Electronic Songs) | 17             |
| Suecia (Sverigetopplistan Heatseeker)                 | 3              |

## Historia de lanzamiento
| Región | Fecha                    | Formato(s)                  | Versión                   | Discográfica         | Ref    |
| ------ | ------------------------ | --------------------------- | ------------------------- | -------------------- | ------ |
| Varios | 10 de septiembre de 2021 | Descarga digital, streaming | Original                  | Artist Partner Group | [ 24 ] |
| Varios | 8 de octubre de 2021     | Descarga digital, streaming | The Remixes               | Artist Partner Group | [ 25 ] |
| Varios | 12 de octubre de 2021    | Descarga digital, streaming | Acústica                  | Artist Partner Group | [ 26 ] |
| Varios | 12 de octubre de 2021    | Descarga digital, streaming | Remezcla de All That MTRS | Artist Partner Group | [ 27 ] |
| Varios | 12 de octubre de 2021    | Descarga digital, streaming | Remezcla de Cat Dealers   | Artist Partner Group | [ 28 ] |